# Swallow Lake
Swallow Lake är en sjö i Kanada.   Den ligger i Cochrane District och provinsen Ontario, i den sydöstra delen av landet, 800 km nordväst om huvudstaden Ottawa. Swallow Lake ligger 226 meter över havet.
I omgivningarna runt Swallow Lake växer i huvudsak blandskog. Trakten runt Swallow Lake är nära nog obefolkad, med mindre än två invånare per kvadratkilometer.